# SKIF Krasnodar
El SKIF Krasnodar és un equip d'handbol rus de la ciutat de Krasnodar, fundat el 1963. Actualment disputa la Superlliga russa d'handbol, si bé fins al 1992, abans de la independència de Rússia, disputava la Lliga soviètica, la qual guanyà en les seves dues últimes edicions: 1991 i 1992. A nivell internacional, destacar que guanyà la Copa EHF de 1990.

## Palmarès
- 1 Copa EHF: 1990
- 2 Lligues de l'URSS: 1990/91 i 1991/92
- 1 Copa de l'URSS: 1992